# گور مانوکیان
گور مانوکیان (انگلیسی: Gor Manukyan؛ زادهٔ ۲۷ سپتامبر ۱۹۹۳) بازیکن فوتبال اهل ارمنستان است.
از باشگاه‌هایی که در آن بازی کرده‌است می‌توان به باشگاه فوتبال پیونیک اشاره کرد.
وی همچنین در تیم ملی فوتبال ارمنستان بازی کرده‌است.